# 제14회 아시아 국제 청소년영화제
제14회 아시아 국제 청소년영화제는 2021년 5월 3일에 열린 시상식이다.

## 수상 및 후보

### 본선진출작-한국
- 콜미 - 김민지
- 아동급식 - 홍연이
- 원예 이야기 - 이희원
- 편지 - 오준기
- 서울의 꽃 - 김원준
- Le쁘띠La쁘띠뜨 - 임예빈

### 본선진출작-중국
- 이별 - 양칭
- 빨간 스마트폰 - 펑 웨이둬
- 둥년이는 어린이가 아니에요 - 왕 꽌샹
- 여우 할아버지의 선물 - 왕 보룬
- 조롱속의 새 - 왕 쟝징
- 티베트에 바람이 불다 - 자오 펑이

### 본선진출작-일본
- 고래의 목욕탕 - 키야마 미즈키
- 탕탕탕 - 사토우 사나에
- 그 사람 외의 우리들 - 펑 류양
- 크리스마스 그리팅 - 니시 료타로
- 블랙 우먼스 헤어 매터-그녀들의 도전 - 세타 모모코
- 정답이 없는 당신 - 마스다 쇼코
- 일본에서 가장 큰 주전자 이야기 - 야자 타케노신
- 라이트 . 워크 - 요네자와 코키
- 엠파시 트립 - 쿠보타 토오루